# Anđelija Stojanović
Anđelija Stojanović, cyr. Анђелија Стојановић (ur. 12 listopada 1987 w Belgradzie) – serbska szachistka, arcymistrzyni od 2007 roku.

## Kariera szachowa
Wielokrotna reprezentantka Jugosławii, Serbii i Czarnogóry oraz Serbii na mistrzostwach świata i juniorów w różnych kategoriach wiekowych. Dwukrotna medalistka drużynowych mistrzostw Europy juniorów do 18 lat: złota (Belgrad 2004) oraz srebrna (Balatonlelle 2003).
Normy na tytuł arcymistrzyni wypełniła w 2007 r., podczas mistrzostw Serbii kobiet w Pančevie, otwartych mistrzostw Grecji w Kawali oraz na turnieju First Saturday w Budapeszcie.
Wielokrotna medalistka indywidualnych mistrzostw Serbii, w tym trzykrotnie złota (2007, 2008, 2010). Wielokrotna reprezentantka kraju w rozgrywkach drużynowych: trzykrotnie na szachowych olimpiadach (2008, 2010, 2012) oraz czterokrotnie na drużynowych mistrzostwach Europy (2007, 2009, 2011, 2013).
Najwyższy ranking w dotychczasowej karierze osiągnęła 1 stycznia 2009 r., z wynikiem 2372 punktów zajmowała wówczas 92. miejsce na światowej liście FIDE, jednocześnie zajmując 3. miejsce (za Natašą Bojković i Alisą Marić) wśród serbskich szachistek.